# Halina Mentel
Halina Jadwiga Mentel z domu Misztal (ur. 26 sierpnia 1951 w Będzinie) – polska samorządowiec i nauczycielka, od 18 maja do 2 listopada 1998 prezydent Będzina.

## Życiorys
Córka Józefa i Heleny. W 1976 ukończyła pedagogikę na Uniwersytecie Wrocławskim. Pracowała jako nauczycielka w Szkole Podstawowej nr 3 w Będzinie i następnie w Regionalnym Ośrodku Doskonalenia Nauczycieli w Katowicach.
Związała się z Sojuszem Lewicy Demokratycznej. Do 1998 była wiceprezydentem Będzina u boku Krzysztofa Kumora. Od 18 maja do 2 listopada 1998 pełniła funkcję prezydenta Będzina. W 2002 uzyskała mandat radnej miejskiej Będzina z listy KWW Komitet Rozwoju Będzina, w 2006 bezskutecznie ubiegała się o reelekcję. W 2010, 2014, 2018 i 2024 wybierana radną powiatu będzińskiego z listy SLD. W lutym 2017 została nieetatowym członkiem zarządu powiatu, w 2018 i 2024 utrzymała stanowisko.